# Pentádio (prefeito pretoriano)
Pentádio (em latim: Pentadius) foi um oficial bizantino do século V, ativo durante o reinado do imperador Teodósio II (r. 408–450). Presumivelmente era prefeito urbano vacante e esteve envolvido, em 441, na organização do comissariado da expedição bizantina contra o Reino Vândalo. Ele provavelmente subsequentemente recebeu permissão  para tomar um lugar entre os outros prefeitos pretorianos.